# Richard Wahl (Fußballspieler)
Richard Wahl (* 10. November 1917 in Mannheim-Neckarau; † 25. September 1997 in Mannheim) war ein deutscher Fußballspieler, der als Stürmer beim Mannheimer Stadtteilclub VfL Neckarau von 1935 bis 1948 in der Gauliga Baden, Landesliga Nordbaden und Oberliga Süd aktiv gewesen ist. In der Kriegsrunde 1940/41 gewann der viermalige Auswahlspieler von Baden mit Neckarau die Meisterschaft in der badischen Bereichsklasse; an der Endrunde um die deutsche Fußballmeisterschaft konnte er nicht teilnehmen. Insgesamt wird der Angreifer mit 72 Rundenspielen und 17 Toren für Neckarau in der Gauliga geführt. Nach Ende des Zweiten Weltkriegs stand der Angreifer von 1946 bis 1948 auch noch in 66 Verbandsspielen in der Oberliga Süd  für die Blau-Weißen von der Altriper Fähre auf dem Platz, in denen er vier Tore erzielte und 1949 nach einer schweren Knieverletzung seine Laufbahn beendete.

## Sportliche Laufbahn

### Gauliga Baden, 1935–1943
Zwei Monate vor seinem 18. Geburtstag debütierte der VfL-Jugendspieler am 7. September 1935 bei einem 4:1-Heimerfolg gegen FC Phönix Karlsruhe  unter Trainer Jakob Zeilfelder in der Gauliga Baden. Das Nachwuchstalent wurde in den Anfangsjahren zumeist im Angriff eingesetzt, in späteren Jahren kam er vermehrt als linker Außenläufer im damals praktizierten WM-System zum Zuge. Gestandene Gauligaakteure wie Fritz Hack, Siegfried Hessenauer, Georg Lutz, Willi Roth und Hermann Veitengruber verteidigten noch mit Erfolg ihren Stammplatz im VfL-Angriff. Bereits im Jahr 1937 wurde er in die badische Gauauswahl berufen; am 19. September und 10. Oktober gegen Schweiz B (2:2) und Nordhessen (1:0). Beim Erfolg gegen Nordhessen am 10. Oktober setzte sich der Angriff von Baden mit Erich Fischer, Helmut Schneider, Otto Siffling, Willi Pennig und dem noch nicht 20-jährigen Wahl auf Linksaußen zusammen.
Durch den Ausbruch des Zweiten Weltkrieges konnten die Meisterschaftsspiele 1939/40 erst ab Ende November 1939 wieder durchgeführt werden Die Gauliga Nordbaden wurde begrenzt auf eine Sechsergruppe, wozu auch Neckarau gehörte und den vierten Rang belegte. Ab dieser Runde war der beidfüßig schussstarke Angreifer Willi Preschle  Stammspieler im Angriff des VfL. Im Oktober 1940 hatte Wahl seinen Wehrdienst angetreten und war auch als Kriegsgastspieler bei Ulm 1846 aktiv. Er brach sich dabei das linke Bein und kam für Neckarau in der erfolgreichen Kriegsrunde 1940/41 lediglich zu fünf Einsätzen, in denen er vier Tore zum Titelgewinn des VfL beisteuerte. Vier Einsätze hatte er im März 1941 in den Spielen gegen den VfB Mühlburg (4:1, 1 Tor), SV Waldhof (4:2, 2 Tore), SpVgg Sandhofen (4:1, 1 Tor) und am 30. März bei einem 7:1-Heimerfolg gegen den Karlsruher FV als Mittelstürmer Preschle vier Tore erzielte. In 16 Spielen holte der Meister 27:5 Punkte bei einem Torverhältnis von 46:17 Treffern. 
In den folgenden Gruppenspielen um die deutsche Fußballmeisterschaft konnte Wahl nicht für den VfL auflaufen. Als Titelverteidiger landete Neckarau 1941/42 hinter Meister SV Waldhof auf dem 2. Rang. Wahl konnte durch seine Teilnahme am Russlandfeldzug mit Armdurchschuss und Verlust eines Auges und dadurch längerem Aufenthalt im Reservelazarett in Litzmannstadt, an keinem Rundenspiel für Neckarau teilnehmen. Lediglich vier Gauligaeinsätze folgten noch in der Saison 1942/43.

### Oberliga Süd, 1946 bis 1948
Richard Wahl kehrte am 20. Juli 1945 nach Ende des Zweiten Weltkriegs wieder zur Familie zurück und spielte trotz seiner Kriegsverletzungen wieder für den VfL. Da Neckarau nicht in der Oberliga Süd zur Saison 1945/46 startberechtigt war, mussten die Blau-Weißen nach Ende des Zweiten Weltkriegs in der Landesliga Nordbaden antreten. Mit 30:4 Punkten gelang mit sieben Punkten Vorsprung vor Vizemeister VfB Knielingen aus Karlsruhe der Meisterschaftsgewinn und der Aufstieg in die Oberliga. In die 20er-Liga 1946/47 startete Neckarau am 29. September 1946 mit einem 3:0-Auswärtserfolg gegen den FC Phönix Karlsruhe. Erst mit dem 3:2-Auswärtserfolg am 13. Juli 1947 bei München 1860 konnte sich Neckarau als 16. am Rundenende den Klassenerhalt sichern.
Im zweiten Oberligajahr, 1947/48, stand Wahl in allen 38 Rundenspielen für seinen VfL auf dem Platz, oftmals als linker Außenläufer, und erzielte vier Tore. In den letzten Rundenspielen stürmte er wieder im Angriff und erzielte dabei auch in den Spielen gegen Aschaffenburg (3:1), Wacker München (1:0) und Ulm 1846 (4:1) jeweils einen Treffer. Obwohl zusätzlich mit Ernst Balogh, Preschle und den Gramminger-Zwillingen Karl und Martin anerkannte Könner zur Verfügung gestanden hatten, konnte aber der Abstieg in das Amateurlager nicht verhindert werden. Mit 30:46 Punkten und einem Torverhältnis von 48:81 stieg der VfL Neckarau als 16. in das Amateurlager ab. Aus der 20er-Liga mussten in dieser Runde gleich sechs Vereine in das Amateurlager absteigen. Eine schwere Knieverletzung führte 1949 zur Beendigung seiner Spielerlaufbahn.

## Privat
Der gelernte Kaufmann war drei Jahre älter als sein Cousin Theo Wahl. Er war nach dem Krieg in der Möbelbranche tätig und führte mit einem Geschäftspartner ein Möbelgeschäft in Mannheim. Ende der 50er-Jahre zog es ihn zur Bundeswehr, wo er als Berufssoldat zuletzt als Oberstleutnant in Darmstadt seinen Dienst versah. Sportlich betrieb er Leichtathletik und legte regelmäßig das Sportabzeichen ab.
Wenige Wochen vor seinem 80. Geburtstag starb der dreifache Familienvater nach einem operativen Eingriff im Mannheimer Theresienkrankenhaus.